# 金珍曙
金珍曙（英語：Kim Jin-seo，1994年12月19日—），是南韓足球運動員，司職中堅。生於南韓首爾，現時自由身。

## 球員生涯
2018年2月12日，黃安嘉萊宣佈與金珍曙簽約。
2018年夏天，金珍曙加盟港超聯球會凱景。

## 外部連結
- Soccerway資料庫：金珍曙
- Kim Jin-seo （页面存档备份，存于）